# سيكلوسبورين
السيكلوسبورين (بالإنجليزية: Ciclosporin)‏ هو دواء مثبط للمناعة، يستخدم، بعد عمليات زراعة الأعضاء. والغرض من استخدامه هو تقليل فرصة رفض الجسم للعضو الذي تمت زراعته في جسم المريض . سيكلوسبورين ميكرويمولشن - كبسولة (يؤخذ عن طريق الفم) العلامة التجارية للسيكلوسبورين مشتركة (إس):جينجراف، نيورال.

## الآثارالجانبية
سيكلوسبورين قد يسبّب إنزعاج معدة أو غثيان أو تشنجات أو إسهال أو صداع. أرتفاع ضغط الدم، حب الشباب، ضبابية في الرؤية، حمى، إلتهاب حنجرة، ألم معدة، صعوبة في سمع، ألم صدر، تغيير لون بول، إعياء، نزيف، تغيرات في كمية البول.بعض الأحيان حساسية ومنها أعراضها: الطفح، حكة، ورم، دوخة،صعوبة في التنفس.

## التحذيرات
سيكلوسبورين يحول قدرة الجسم إلى مرض المعركة / مرض (immunosuppressant)، يترك مرضى عرضة للعدوى أو المشاكل الأخرى مثل الإصابة بالسرطانات. استعمال الأدوية الإضافية التي تعالج رفض زرع العضو قد يزيد هذه الميول. بعض أصناف cyclosporine لا يجب أن تستعمل مع immunosuppressants أخرى. سيكلوسبورين يمكن أن يسبّب ضغط دمّ عالي أيضا ومشاكل كلية. يزيد خطر كلتا المشاكل بالجرعة المتزايدة وطول العلاج. مرضى داء صدفية الذين كان عندهم معالجة سابقة متأكّدة (ومثال على ذلك: - , بي يو في أي، يو في بي، قير، علاج إشعاع , methotrexate) في الخطر المتزايد لتطوير نمو الجلد السرطاني (خباثة). لذا , cyclosporine يجب أن يعطي فقط تحت الإشراف الطبي القريب. لأن الأصناف المختلفة تسلّم كميات مختلفة من الدواء، لا ينقل أصناف cyclosporine بدون رخصة طبية.

## آلية العمل
في عملية تثبيط الكالسينويرين يقوم الفوسفاتاز الخلوية بلعب دوراً هاماً في تحرير الإنترالوكين C من اللمفاويات التائية، والنتيجة تكون هي تثبيط فعالية اللمفاويات التائية دونما تأثير يذكر على وظيفة البالعات الكبيرة. يساعد السيكلوسبورين الجسم على قبول الأعضاء المزروعة . ولهذا، فإن هذا الدواء يقلل رد فعل الجسم المؤذي تجاه الأمراض التي تصيب الجهاز المناعي .

## الإستخدامات الطبية
يستعمل سيكلوسبورين للوقاية من رفض الأعضاءالمزروعة في الجسم، كما يستخدم في معالجة التهاب المفاصل .
وايضافي معالجة الصدفية الحادة وأمراض المناعة الذاتية .

## موانع الاستعمال
لا يجب استعمال الدواء عند المرضى الذين لديهم حساسية للسيكلوسبورين .أو المصابون بالصدفية أو المصابون بالسرطان.